# Alchemilla aequatoriensis
Alchemilla aequatoriensis é uma espécie de rosácea do gênero Alchemilla, pertencente à família Rosaceae.